# Dynamiczny UPS
Dynamiczny UPS – urządzenie, które gwarantuje najwyższą dostępność czystej i nieprzerwanej energii elektrycznej. Jako magazyn energii wykorzystywana jest masa wirująca z prędkością wyższą niż prędkość znamionowa generatora prądu elektrycznego.

## Geneza
Historia zasilaczy dynamicznych sięga lat 50. XX w. i została zapoczątkowana przez firmę Holec (później Hitec Power Protection). Od tego czasu technologia ta jest mocno rozwijana i stanowi bardzo poważną alternatywę w systemach bezprzerwowego zasilania, co potwierdza wzrost popularności tych systemów.

## Budowa i wygląd
Jego wygląd zewnętrzny jest podobny do zwykłego zespołu prądotwórczego i składa się z silnika Diesla połączonego sprzęgłem elektromagnetycznym ze stato-alternatorem, który jest kombinacją maszyny synchronicznej i akumulatora energii kinetycznej. Bezprzerwowy UPS dynamiczny zawiera również dławik i trójpolowy wyłącznik dynamiczny No-Break.

## Funkcje
Zadaniem Dynamicznego UPS’a jest zabezpieczenie i ochrona dużych „Data Center”. Jego zadaniem podobnie jak zwykłego zasilacza awaryjnego jest utrzymanie zasilania innych urządzeń elektrycznych lub elektronicznych w przypadku zaniku lub nieprawidłowych parametrów zasilania sieciowego. Mają one jednak krótki czas podtrzymania w związku z czym mogą być stosowane do zasilania instalacji dopóki nie zostaną uruchomione agregaty prądotwórcze.

## Zastosowania
Wyróżnia się dwa zastosowania Dynamicznch UPS’ów:
1. klasyczne – skonstruowane są ze starszych materiałów (silnik, koło zamachowe, generator). Wykorzystywane są do zastosowań wymagających bardzo wysokiej niezawodności a także do zasilania sieci o wysokiej mocy (kilkaset kW). Zajmują dużo miejsca i są głośne (do 95 dB)
2. nowoczesne – skupiają się na technologii wykonania koła zamachowego i są wykonane z nowych materiałów. Zajmują mniej miejsca i są cichsze. Posiadają moc w zakresie pojedynczych MW. Koła mogą być stosowane w układzie klasycznym silnik/generator, w układach hybrydowych UPS statyczny/UPS dynamiczny lub w sieciach DC. Urządzenia te mogą być wykorzystywane jak zwykłe UPS-y, przy czym zamiast baterii stosowane jest koło zamachowe (układy hybrydowe), co zmniejsza potrzeby obsługi układu oraz jest bardziej przyjazne środowisku (nie ma problemu z utylizacją baterii). Charakteryzuje je również dłuższy czas życia. Jest to układ bardziej niezawodny a ładowanie zasobnika energii jest szybsze.

Z tego typu urządzeń korzystają m.in.:
- Lotnisko im. Fryderyka Chopina w Warszawie
- Lotnisko im. Jana Pawła II w Krakowie
- Lotnisko im. Władysława Reymonta w Łodzi
- Lotnisko im. Lecha Wałęsy w Gdańsku
- Uniwersytet Ekonomii i Biznesu w Wiedniu
- Uniwersytet Warszawski – Centrum Kompetencji OCEAN
- Szpital w Krems
- Stadion piłkarski w Linz
- Szpital w Braunau